# Vivi Ornitier
Vivi Ornitier (Nhật: ビビ・オルニティア Hepburn: Bibi Orunitia) là một nhân vật hư cấu trong loạt game Final Fantasy. Cậu xuất hiện lần đầu trong trò chơi video Final Fantasy IX, nơi cậu đóng vai trò là một trong những nhân vật chính của trò chơi. Cậu ta là một nhân vật nhút nhát, sống với mục đích khám phá quá khứ đen tối và thân phận thực sự cùng với ý nghĩa của sự tồn tại của bản thân. Cậu là một hắc ma đạo sĩ, một lớp nhân vật có thể sử dụng ma thuật lửa, băng, sét và các nguyên tố khác. Thiết kế của cậu lấy cảm hứng từ bộ phim The Dark Crystal,có sự pha trộn giữa chủ nghĩa hiện thực và phong cách truyện tranh. Cậu ta là một phần của thế giới trò chơi được thiết kế xoay quanh sự tồn tại của cậu. Cậu cũng đã xuất hiện trong các game spin-off Final Fantasy khác như sê-ri Theatrhythm Final Fantasy, Kingdom Hearts II và World of Final Fantasy.
Vivi đã được đón nhận tích cực, được coi là một trong những nhân vật vĩ đại nhất trong các trò chơi nhập vai khi được một số nhà phê bình mong muốn rằng trò chơi nên xoay quanh cậu thay vì nhân vật chính Zidane Tribal. Cậu cũng nhận được lời khen ngợi về chiều sâu phát triển nhân vật của mình trong Final Fantasy IX. Cậu đã nổi tiếng với độc giả Famitsu, họ đã xác định cậu là một trong những nhân vật trò chơi video hay nhất.

## Khái niệm và sáng tạo
Vivi Ornitier được tạo ra cho trò chơi video Final Fantasy IX. Tên tiếng Anh của anh ban đầu là Vivi Ornitier trong hướng dẫn sử dụng Final Fantasy IX, mặc dù điều này đã thay đổi trong bản phát hành lại Greatest Hits. Vivi là người tốt bụng và có trái tim thuần khiết, nhưng cũng rất ngoan ngoãn, ít nói, thiếu quyết đoán và sống nội tâm. Cậu ta là một hắc ma đạo sĩ, một lớp nhân vật sử dụng ma thuật sử dụng lửa, băng, sét và các nguyên tố khác trong ma thuật của họ. Thiết kế nhân vật của cậu có ý nghĩa tạo ra sự cân bằng giữa chủ nghĩa hiện thực và phong cách giống truyện tranh, đồng thời lấy cảm hứng từ phong cách làm việc cho các nhân vật trong bộ phim The Dark Crystal. Khi thiết kế Final Fantasy IX, các nhà thiết kế đã đưa ra quan điểm thiết kế một phần của thế giới xoay quanh Vivi do cậu ta là nhân vật chính của câu chuyện.
Trong khi Final Fantasy IX thiếu diễn viên lồng tiếng, Vivi sẽ có được nhiều phiên bản lồng tiếng trong các trò chơi khác nhau. Trong Kingdom Hearts II, cậu được lồng tiếng bởi Ikue Ōtani trong phiên bản tiếng Nhật và Melissa Disney trong phiên bản tiếng Anh, trong khi ở World of Final Fantasy, diễn viên lồng tiếng Anh của cậu là Kath Soucie.

## Xuất hiện
Vivi xuất hiện trong Final Fantasy IX với tư cách là một trong những nhân vật chính của nó và là một hắc ma đạo sĩ. Cậu ta bị lôi kéo vào nhóm của Zidane Tribal khi họ bắt cóc Garnet Til Alexandros XVII ở sân khấu kịch, giao chiến với Steiner, đối đầu với cả nữ hoàng tại đó, sau khi thoát khỏi sự truy đuổi của nữ hoàng họ rơi xuống một khu rừng và bắt đầu một cuộc hành trình. Tại làng Dali, cậu phát hiện ra một công xưởng bí mật chuyên sản xuất các hắc ma đạo sĩ khiến cậu muốn ở lại với nhóm để tìm ra sự thật về danh tính và nguồn gốc của mình, cũng như lý do tại sao cậu có cảm xúc mà đồng loại cậu không có. Cậu sau đó phát hiện ra các hắc ma đạo sĩ thực chất là những đơn vị bộ binh vô cảm, được sản xuất bởi một kẻ tên là Kuja và cung cấp cho mẹ Garnet - nữ hoàng Brahne để chinh phục Lục địa Sương mù. Cậu ta còn phát hiện ra Làng Đạo sĩ, nơi cậu phát hiện ra sự thật phũ phàng rằng hầu hết các ma đạo sĩ đều ngừng hoạt động sau khoảng một năm, đồng thời phát hiện ra rằng cậu là một hắc ma đạo sĩ nguyên mẫu nên có tuổi thọ dài hơn. Kể từ đó, cậu sát cánh cùng cả nhóm chống lại Kuja và các mối đe dọa khác. Những gì cậu kể trong độc thoại của phần kết thúc game chứng tỏ cậu đã ngừng hoạt động và kết thúc vòng đời của mình, cậu vẫn kịp để lại bảy bản sao của mình, với một người tự nhận mình là con trai của Vivi. Đồng thời vẫn kịp kể lại cho những người đồng hương về câu chuyện cuộc đời của mình.
Cậu xuất hiện trong các tựa game Final Fantasy khác, bao gồm Final Fantasy Record Keeper, Final Fantasy Brave Exvius, sê-ri Theatrhythm Final Fantasy, và World of Final Fantasy, phần mà cậu là thủ lĩnh của một nhóm Hắc ma Đạo sĩ, người có được cảm xúc nhân loại sau khi chiến đấu với nhân vật chính. Vivi cũng xuất hiện trong các tác phẩm không phải Final Fantasy. Một tác phẩm như vậy là crossover Kingdom Hearts II của Disney x Square Enix, một sê-ri có sự xuất hiện của cả hai nhân vật Disney và Square Enix. Cậu là thành viên của Ủy ban kỷ luật Twilight Town, một nhóm do Seifer Almasy điều hành. Nhóm này thường xuyên đối kháng với nhân vật chính Roxas, mặc dù Vivi rất thân thiện với anh ta. Cậu cũng xuất hiện trong Puzzle & Dragons.
Một búp bê nỉ vải của Vivi đã được tặng kèm khi mua Final Fantasy IX tại Nhật Bản tại thời điểm ra mắt. Nó đã được trao cho những người đặt hàng trước bắt đầu từ ngày 1 tháng 6 năm 2000. Mô hình nhân vật của Vivi được phát hành bởi Play Arts.

## Đón nhận
Vivi đã được đón nhận tích cực, được độc giả Famitsu coi là một trong những nhân vật trò chơi video hay nhất. Cậu được nhân viên của IGN và Complex coi là một trong những nhân vật Final Fantasy hay nhất trong toàn bộ dòng, Complex gọi thiết kế của Vivi là "biểu tượng", Sarah Doherty của Trang web RPG chia sẻ. Dave Smith của IGN cảm thấy rằng Vivi đơn giản nhưng phức tạp, do anh ta cảm thấy cậu như một sự kết hợp của các yếu tố Final Fantasy cũ và mới. Chris Carter của Destructoid xác định Vivi là một trong những lý do cốt lõi khiến họ thích Final Fantasy IX, trong khi nhân viên của Bitmob lưu ý cậu ta là một nhân vật thực sự nổi bật so với các nhân vật còn lại. Mike Diver của Vice cho rằng cậu là một trong những nhân vật trò chơi video bị bỏ qua nhất, ca ngợi cậu vì câu chuyện cuộc đời gợi mở. Aoife Wilson, cũng thuộc Vice, coi phát hiện về nguồn gốc của Vivi là một trong những khoảnh khắc tuyệt vời nhất trong game. Jason Schreier của Kotaku gọi Vivi là nhân vật hay nhất trong trò chơi, ca ngợi sự phát triển nhân vật của cậu là khía cạnh quan trọng nhất của câu chuyện. Adam Biessener của Game Informer đã thảo luận về sự thú vị khi thấy một nhân vật sao có thể giống anh ta đến thế và ước gì họ có thể biến Vivi thành nhân vật chính thay vì của Zidane. Các nhân viên của Screen Rant đã ca ngợi Vivi là một trong những anh hùng tiêu biểu trong Final Fantasy, đồng ý rằng cậu ta nên là người dẫn đầu, cảm thấy rằng cốt truyện của Zidane là phái sinh và không sánh được với Vivi. Sự qua đời của Vivi được các nhân viên coi là một trong những điều đáng buồn nhất trong game. Joshua Carpenter của RPGamer cảm thấy rằng nhiệm vụ tìm kiếm ý nghĩa của sự tồn tại của Vivi là phần cảm xúc nhất trong Final Fantasy IX. Nadia Oxford của USGamer nhận xét cậu là một trong những nhân vật được thiết kế hay nhất trong một trò chơi nhập vai của Nhật Bản, đồng thời ca ngợi hành trình của cậu. Gerren Fisher của Venture Beat đã thảo luận về cách họ kết nối với Vivi do trải qua những điều tương tự trong cuộc sống của họ khi còn nhỏ, chẳng hạn như sự nhút nhát và nhận ra được hiện thực nghiệt ngã của cõi chết. Câu chuyện của Vivi thực sự đã khiến anh cảm thấy mình được an ủi phần nào. Trong năm 2020, NHK đã tiến hành một cuộc thăm dò ý kiến của các game thủ Nhật Bản, có tính năng hơn 468.000 phiếu bầu. Cuộc thăm xác định Vivi xếp vị trí thứ 4, vị trí cao nhất cho bất kỳ nhân vật Final Fantasy IX nào.